# 1996年夏季残疾人奥林匹克运动会日本代表团
1996年夏季残疾人奥林匹克运动会日本代表团是日本派出的1996年夏季残疾人奥林匹克运动会代表团。获得14枚金牌、10枚银牌和13枚铜牌。